# Walter Grotrian
Walter Robert Wilhelm Grotrian (Aachen, 21 de abril de 1890 – Potsdam, 3 de março de 1954) foi um astrônomo e astrofísico alemão.

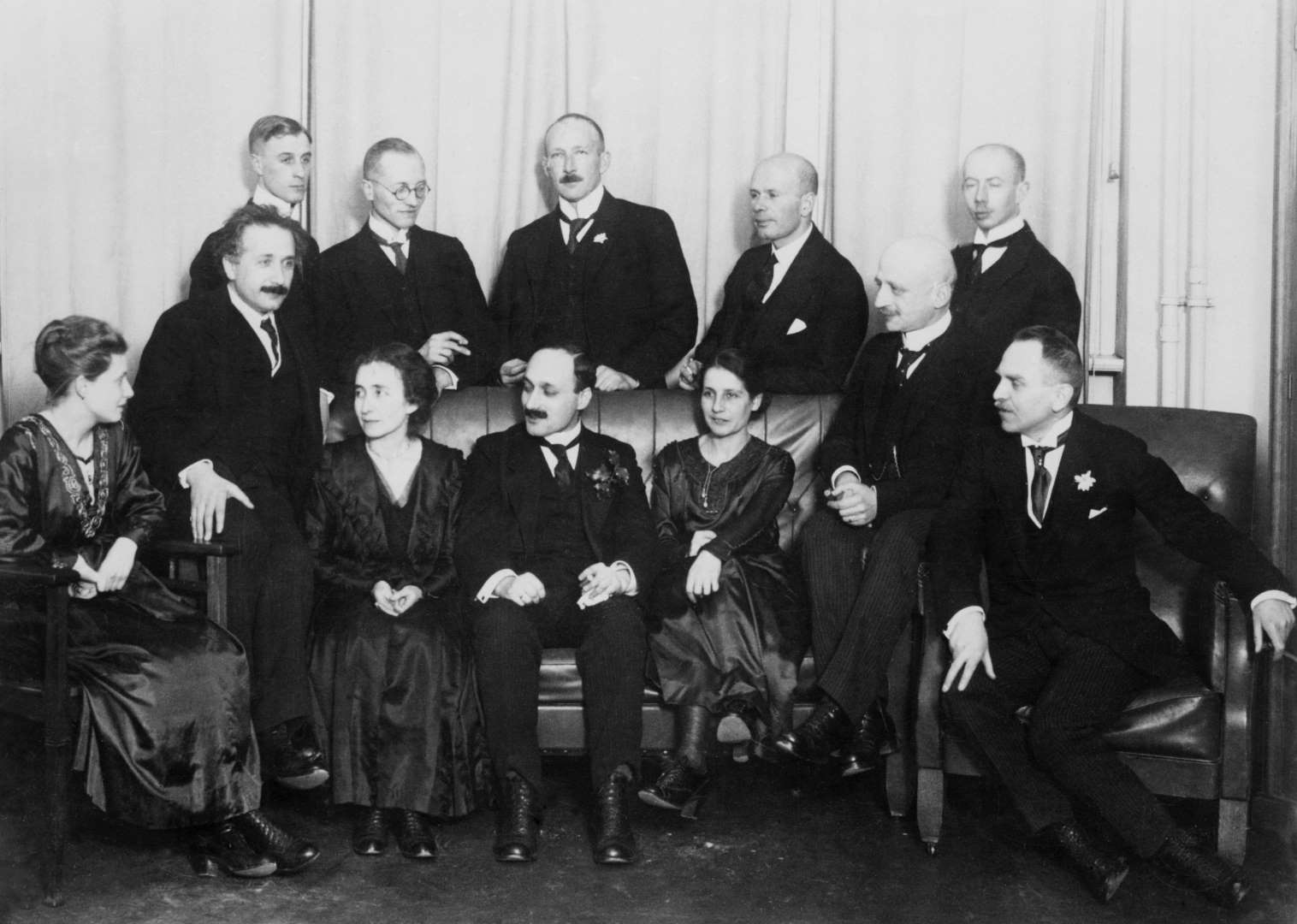
Físicos e químico de Berlim em 1920. De pé, da esquerda para a direita: Walter Grotrian, Wilhelm Westphal, Otto von Baeyer, Peter Pringsheim, Gustav Ludwig Hertz. Sentados, da esquerda para a direita: Hertha Sponer, Albert Einstein, Ingrid e James Franck, Lise Meitner, Fritz Haber, Otto Hahn.

## Formação e carreira
Grotrian foi inicialmente Privatdozent na Universidade de Potsdam, onde obteve a habilitação em 1921. Em 1922 foi observador no Instituto Leibniz de Astrofísica de Potsdam, passando desde então a ser membro da Universidade de Berlim. Na Alemanha Nazista foi diretor comercial da Deutsche Physikalische Gesellschaft. Na Segunda Guerra Mundial foi major da Wehrmacht. Com Peter Wellmann (1913–1999), Johannes Plendl e Karl-Otto Kiepenheuer trabalhou em equipe para estabelecer uma rede de estações europeia para medição da variação da radiação solar.